# Cassídeos
Os cassídeos (Cassidae) (nomeadas, em inglês, helmet ou bonnet -sing.; na tradução para o portuguêsː "capacete" ou "gorro" -sing.; sendo as espécies Cassis tuberosa (Linnaeus, 1758) e Semicassis granulata (Born, 1778) denominadas búzio ou buzo na costa brasileira) são uma família de moluscos gastrópodes marinhos predadores, em sua maioria, de equinoides (ouriços-do-mar e bolachas-da-praia); classificada por Pierre André Latreille, em 1825, e pertencente à subclasse Caenogastropoda, na ordem Littorinimorpha. Sua distribuição geográfica abrange principalmente os oceanos tropicais da Terra, em águas rasas e em fundos (bentos) com substrato arenoso.

## Descrição
Compreende, em sua totalidade, caramujos ou búzios de conchas infladas, ovoides ou semi-triangulares - geralmente com dimensões pouco superiores a 5 centímetros, quando desenvolvidas, ou atingindo tamanhos bem grandes (30 centímetros de comprimento em Cassis tuberosa (Linnaeus, 1758); 41 centímetros de comprimento em Cassis cornuta (Linnaeus, 1758)) -, sólidas, com espiral baixa e larga volta corporal; com superfície adornada por nódulos, calos, sulcos, ou com superfície reticulada; geralmente apresentando manchas de coloração castanha. Muitas espécies, em sua superfície ventral, possuem um forte calo, bem desenvolvido, que se estende por toda a superfície ventral e é denominado escudo parietal; com várias dobras columelares proeminentes, formando ranhuras e se contrapondo a dentes grossos no lado interno do lábio externo. Canal sifonal curto e curvo para cima, formando uma dobra sifonal. As conchas dos machos podem diferir das conchas das fêmeas. Na subfamília Phaliinae Beu, 1981 a abertura é mais ampla e a concha mais globosa e geralmente menor do que na subfamília Cassinae Latreille, 1825 Podem apresentar varizes ou opérculo, mas não possuem perióstraco, podendo abrigar epibiontes sobre a concha.

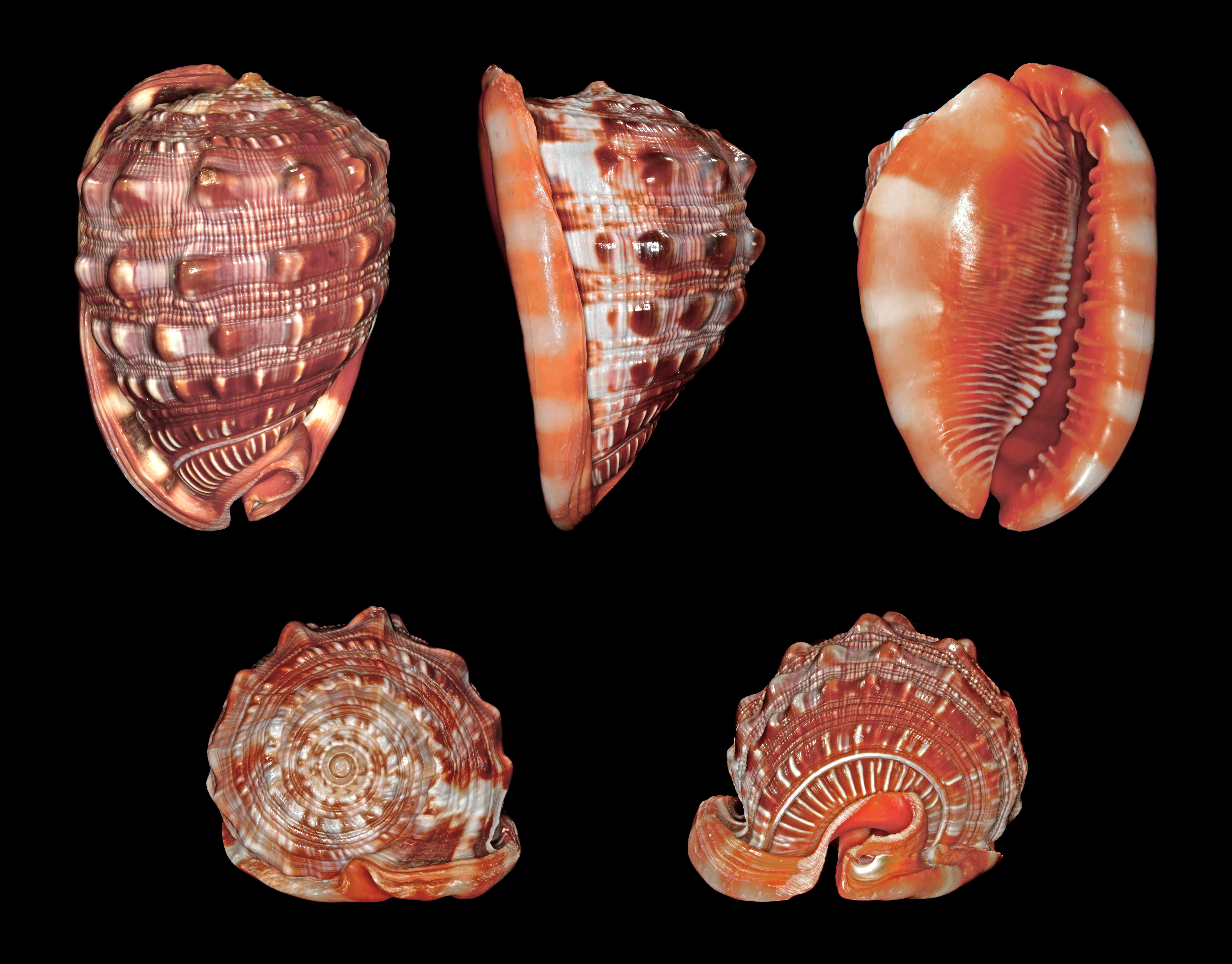
Cinco vistas da concha de Cypraecassis rufa (Linnaeus, 1758); espécie do Indo-Pacífico até África Oriental.
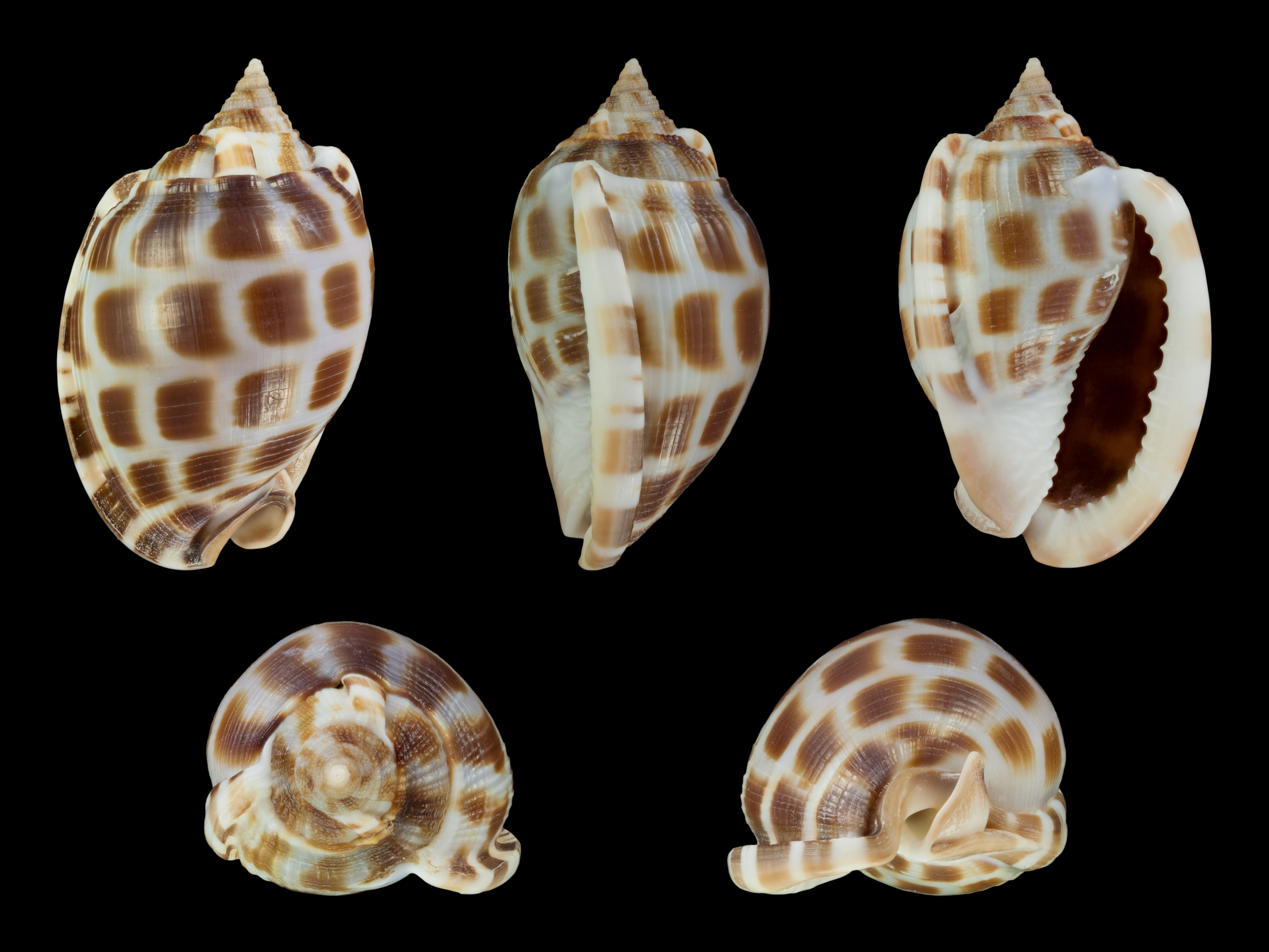
Cinco vistas da concha de Phalium areola (Linnaeus, 1758); espécie da África Oriental até Melanésia e Samoa.
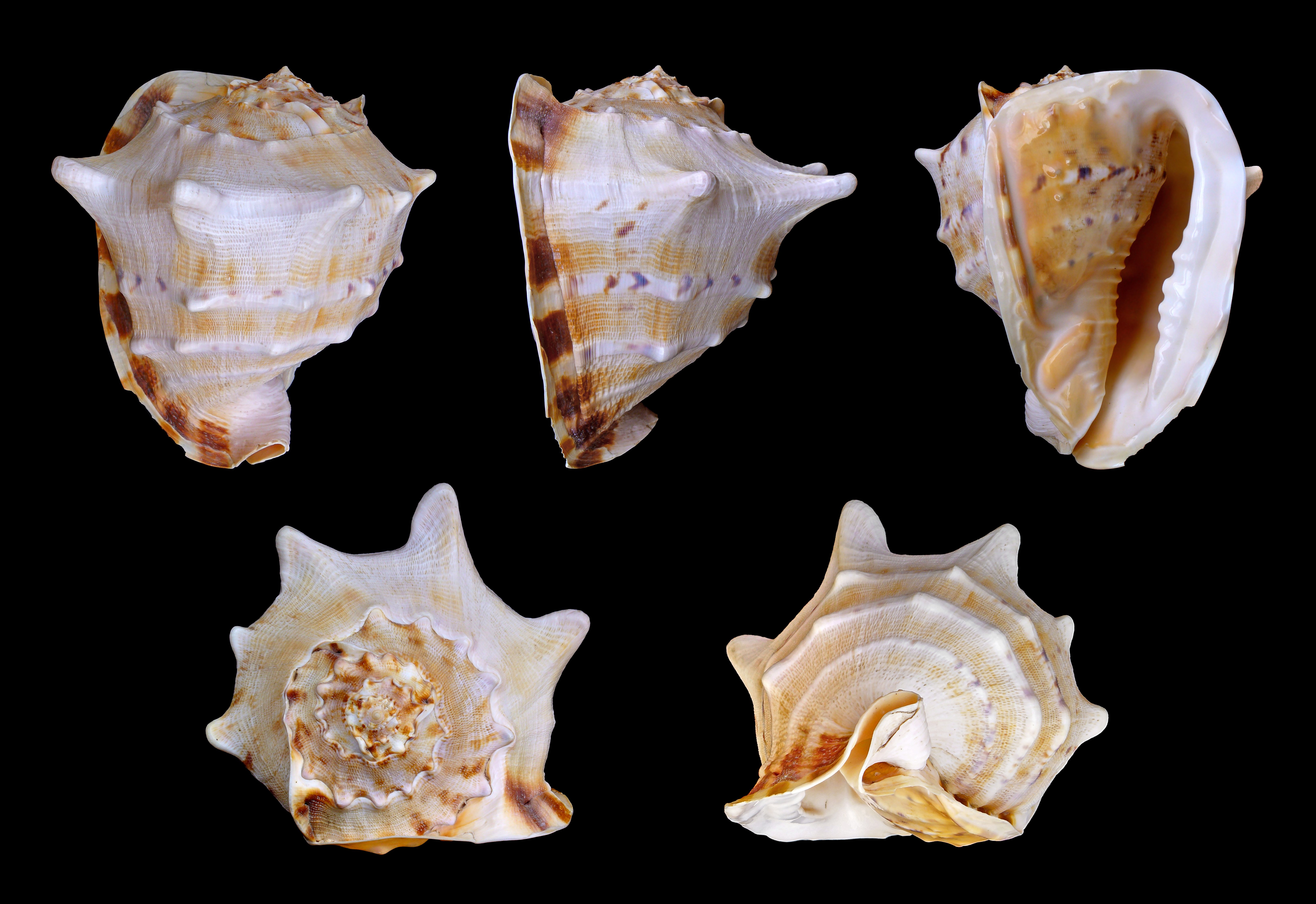
Cinco vistas da concha de Cassis cornuta (Linnaeus, 1758); espécie do Indo-Pacífico até África Oriental.
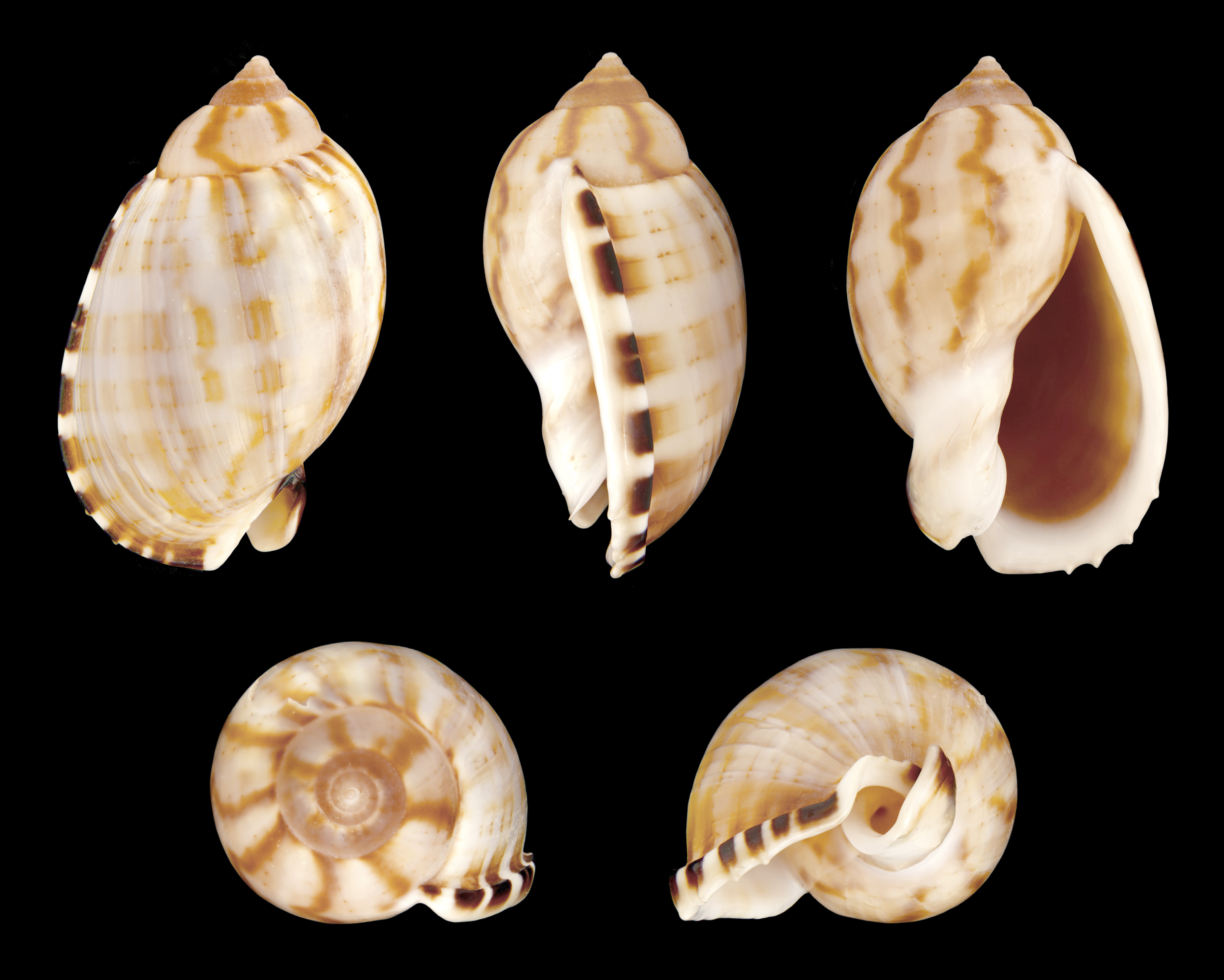
Cinco vistas da concha de Casmaria erinaceus (Linnaeus, 1758); espécie do Indo-Pacífico.
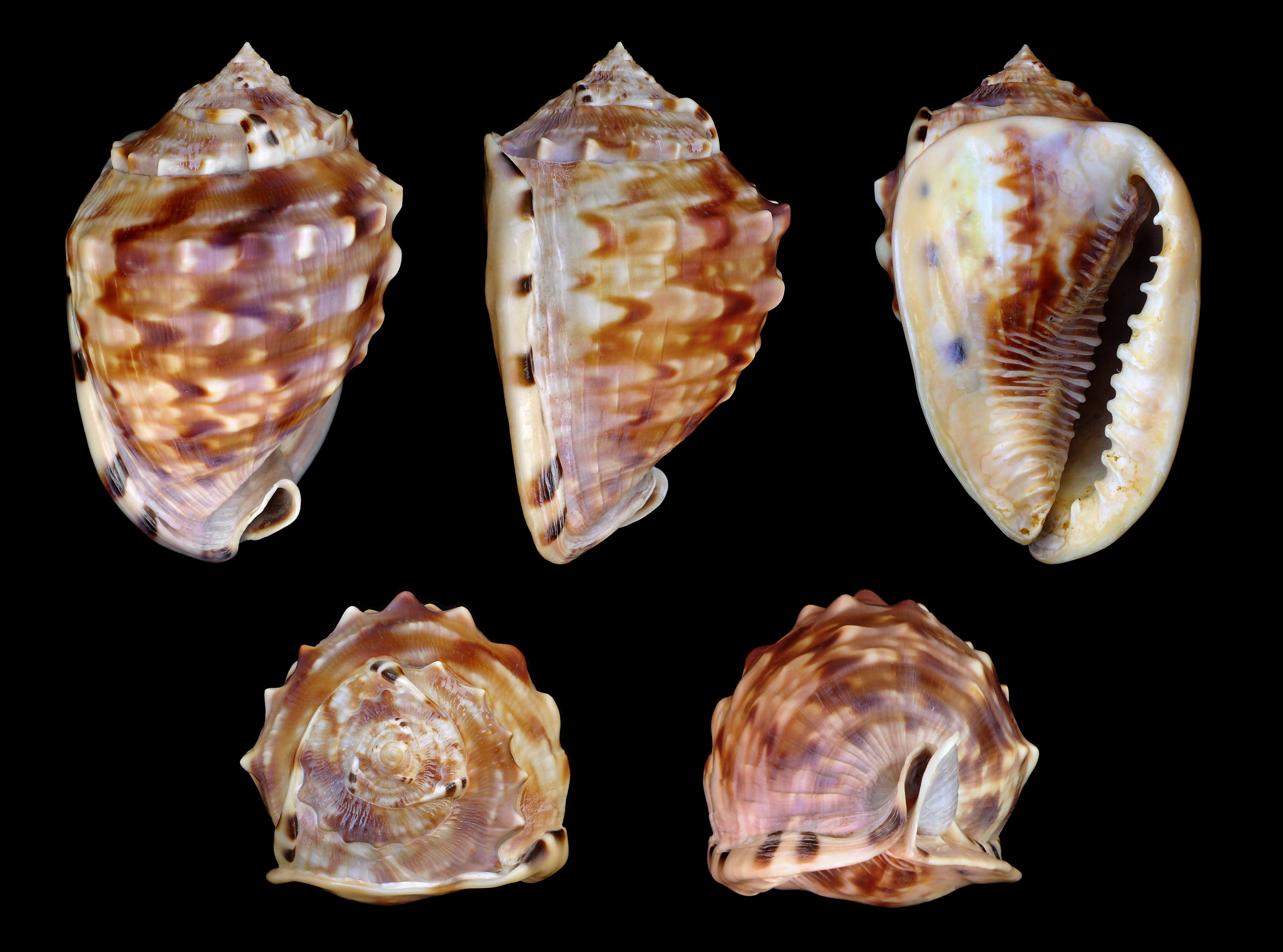
Cinco vistas da concha de Cassis flammea (Linnaeus, 1758); espécie do mar do Caribe, no oceano Atlântico.

## Alimentação
Segundo um texto elaborado pela Universidade Estadual de Washington (EUA), espécies de caramujos Cassidae possuem a seguinte maneira de se alimentar de ouriços-do-marː se arrastam lentamente e elevam sua concha bem alto para, em seguida, deixá-la cair, abruptamente, de tal maneira que a presa é completamente engolida. Os espinhos do ouriço-do-mar são cobertos por uma fina "pele" de três camadas, em comunicação com glândulas venenosas que podem liberar rapidamente toxinas, à medida que o espinho penetra no predador. No entanto, o Cassidae primeiro libera uma enzima paralítica, de sua glândula salivar, que o protege das toxinas; para então secretar ácido sulfúrico, suficientemente forte para dissolver a casca do ouriço-do-mar. Em cerca de 10 minutos, uma refeição desta é consumida.

## Nomenclatura
Apesar de sua formação incorreta (a correta seria Cassididae, com base na forma genitiva de Cassis), o Código Internacional de Nomenclatura Zoológica (ICZN) colocou o nome Cassidae Latreille, 1825 na lista oficial de nomes de famílias, evitando assim a homonímia com Cassididae Stephens, 1831 (baseada em Cassida Linnaeus, 1758, um besouro crisomelídeo); Opinion 1023 (1974, Bulletin of Zoological Nomenclature 31: 127-129).

## Taxonomia
Bouchet & Rocroi (2005) listaram os Cassidae como sinônimo de Tonnidae Suter, 1913 (1825), seguindo Riedel (1995). As duas famílias são mantidas separadas, pelo World Register of Marine Species, após Beu (2008: 272).

## Uso humano
Muitas culturas, principalmente as de ilhas coralinas, foram adaptadas ao uso de conchas como ferramentas e utensílios para substituir a falta de metais, argila ou pedras. Da África até a Nova Guiné e Novo Mundo, através do Pacífico, as conchas dos Cassidae, junto com as de Strombidae, por suas dimensões, lhes foram úteis. Eurico Santos cita, em sua obra "Moluscos do Brasil", que preparam a concha de Cassis tuberosa (Linnaeus, 1758) praticando um furo na região de sua protoconcha para soprá-lo, produzindo um som de estridência rouquenha, que se ouve bem de longe; podendo também dar-lhes, a esta espécie, a denominação de atapu (na página 113 é possível observar a ilustração de um pescador, de chapéu, assoprando uma destas conchas); daí também provindo a denominação búzio, significando, no latim, bucina, "trombeta". Com a mesma finalidade se pode fazer um furo na concha de Cassis cornuta (Linnaeus, 1758) Outra espécieː Voluta ebraea Linnaeus, 1758, também recebe a denominação, em língua indígena, no Brasil, de atapu, guatapi ou itapu. Esta família é muito utilizada como objeto decorativo; no caso de Cypraecassis rufa (Linnaeus, 1758), tal espécie é conhecida como a principal matéria-prima da qual são confeccionados os camafeus, enviada da África Oriental até a Itália; confeccionados pela propriedade que suas conchas têm de serem engrossadas e resistentes a danos em suas superfícies. O animal pode ser usado para a alimentação humana.

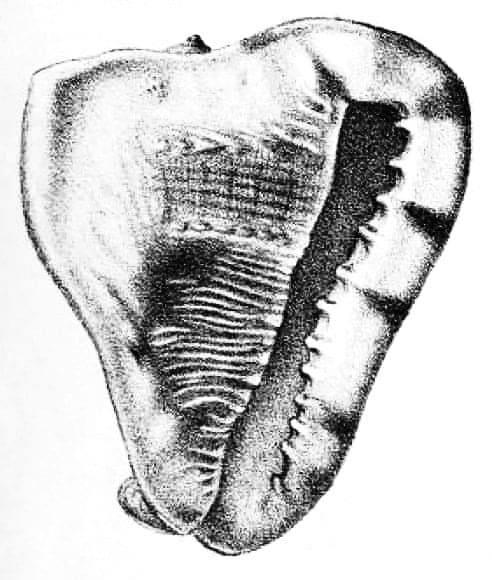
Vista inferior da concha de Cassis tuberosa; ilustração retirada de George W. Tryon, Jr.; Manual of Conchology, Structural and Systematic: With Illustrations of the Species (1885). Vol. VII; Cassidae - Plate 2; figure 51.
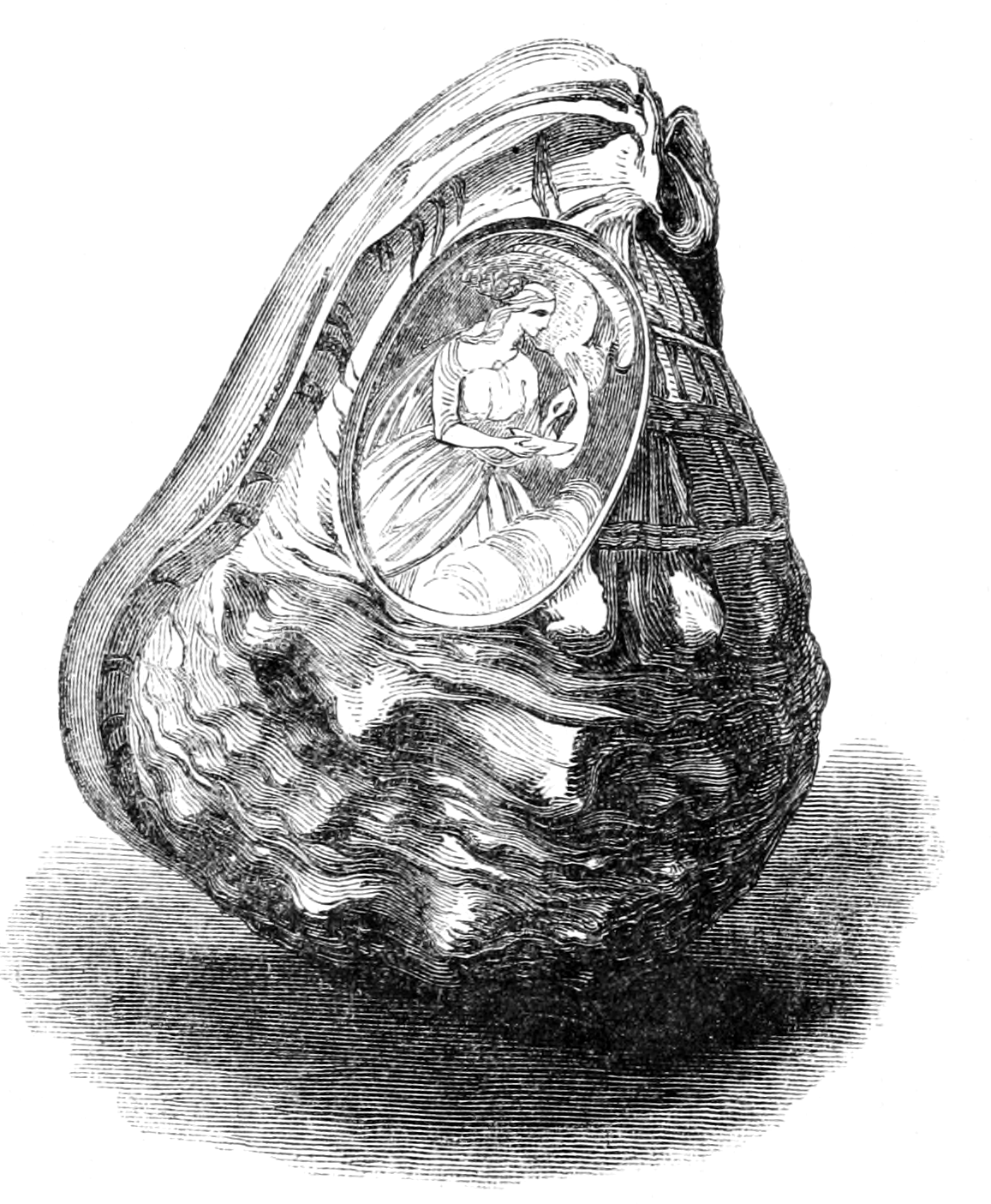
Ilustração da obra Natural History: Mollusca (1854), de P. H. Gosse, p. 36 - "Cameo cut in a Cassis" = "Camafeu cortado em um Cassis".

## Classificação deCassidae: subfamílias e gêneros

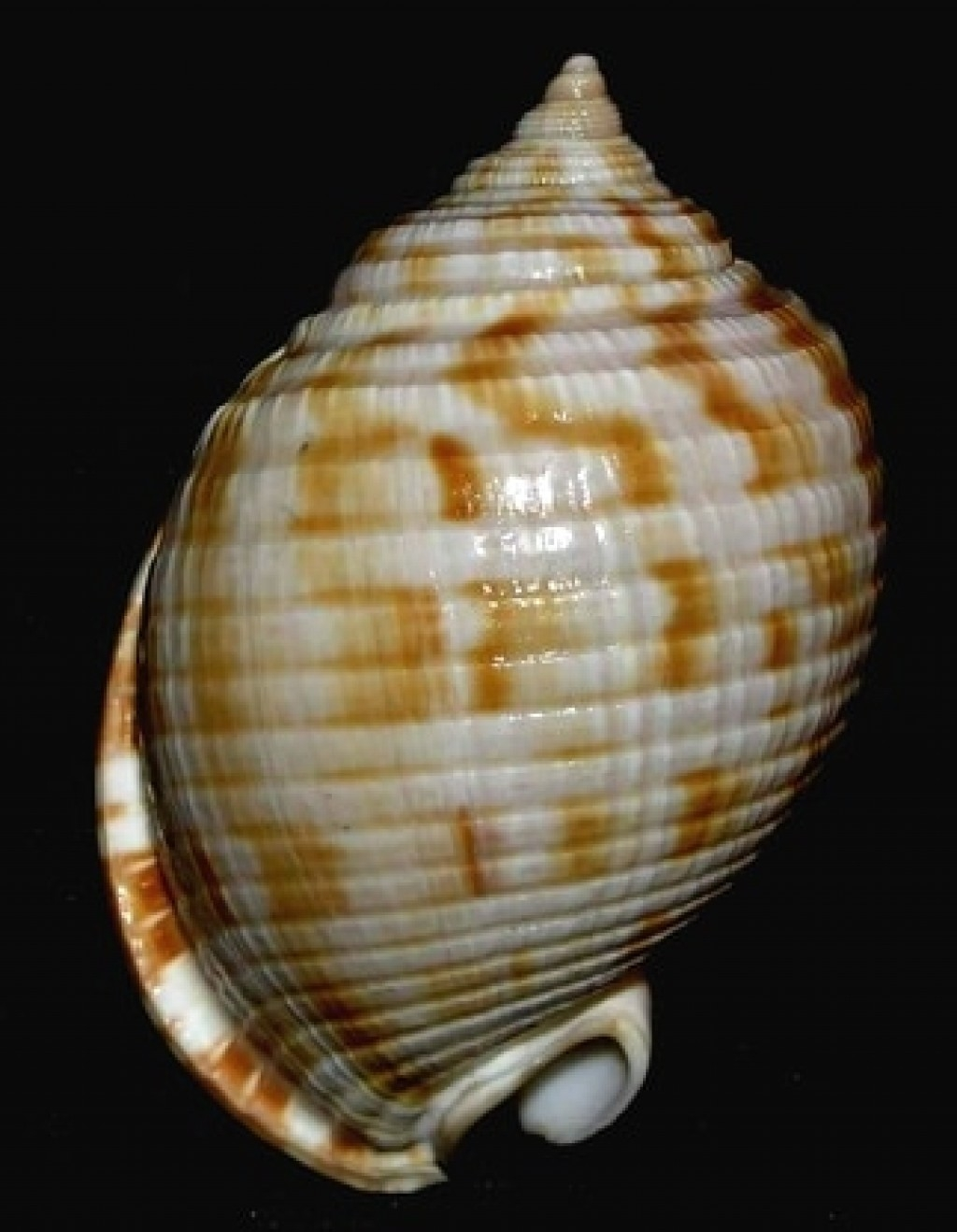
Uma concha de Semicassis undulata (Gmelin, 1791), espécie encontrada no mar Mediterrâneo, antes considerada uma subespécie da espécie Semicassis granulata (Born, 1778); denominada Phalium granulatum undulatum.

De acordo com o World Register of Marine Species, suprimidos os sinônimos e gêneros extintos.
Subfamília Cassinae Latreille, 1825 - Helmets
Cassis Scopoli, 1777
Cypraecassis Stutchbury, 1837
Dalium Dall, 1889
Eucorys Beu, 2008
Galeodea Link, 1807
Microsconsia Beu, 2008
Oocorys P. Fischer, 1884
Sconsia Gray, 1847
Subfamília Phaliinae Beu, 1981 - Bonnets
Casmaria H. Adams & A. Adams, 1853
Echinophoria Sacco, 1890
Phalium Link, 1807
Semicassis Mörch, 1852